# 和波智広
和波 智広（わなみ ともひろ、1980年4月27日 - ）は三重県出身の元サッカー選手。ポジションはMF（左ウィングバック）、DF（左サイドバック）。Jリーグ在籍時は快足を持ち味にサイドを駆け上がり、「韋駄天」の愛称で親しまれた。

## 来歴
暁高等学校から1999年にJ1ベルマーレ平塚に加入。一年目から出場機会を掴み、チームがJ2降格した2000年は左サイドバックとしてポジションに定着した。
2001年、J1に昇格したばかりのコンサドーレ札幌へ移籍。徐々に左ウィングバックのレギュラーとして定着していった。なかでもジュビロ磐田戦でのヘディングによるゴールは、札幌サポーターの間で語り草になっている。
2004年は開幕直前にヴィッセル神戸へ移籍したが、怪我もあって1試合も出場できないまま、5月に札幌へ復帰。レギュラーとしてチームに貢献し、2005年から2006年まではキャプテンも務めた。しかし、柳下正明監督によりストッパーにコンバートされると思うような活躍が出来なくなり、左サイドのポジションには2005年シーズン途中に加入した西谷正也が定着。ストッパーにも定着することが出来ず出場機会が激減した。2007年、三浦俊也監督が就任すると左サイドバックとして開幕戦のスターティングメンバーに選ばれたが、間もなくレギュラーの座を追われてしまう。その直後に体調を崩してチームを離脱、4月20日に回復のために相応の期間が必要と判断され、一時チームを離れ治療に専念することがクラブから発表された。そして、病気治療からピッチに再び戻ることのないまま、シーズン終了後にチームから2008年シーズンの契約を更新しないことが発表された。2007年12月1日、チームはJ2リーグ優勝と共にJ1リーグ昇格を決めたものの、優勝と昇格を祝う選手らの中に和波の姿はなく、その際、クラブに挨拶に訪れた様子が報道された。その後、引退か現役続行か悩んだものの、股関節の状態が思わしくなかったこともあり引退を決意。2008年3月28日、所属していたコンサドーレ札幌からも正式に現役引退が発表された。
引退後は故郷に近い三重県四日市市でジンギスカン店を経営する一方、地元社会人チームの一員としてサッカーを続けていたが、2013年にヴィアティン桑名（現ヴィアティン三重）へ入団し現役復帰。2009年にはFantasia Entertainment（プロバスケットボール・レラカムイ北海道の運営会社）とマネジメント契約を結んでいる。
2019年シーズン終了後に現役を引退し、ヴィアティン三重にフロントスタッフとして入社した。
2021年6月、ヴィアティン三重のコーチに就任。

## 所属クラブ
- 暁高等学校
- 1999年 - 2000年  ベルマーレ平塚/湘南ベルマーレ
- 2001年 - 2007年  コンサドーレ札幌
  - 2004年 - 同年5月  ヴィッセル神戸 (期限付き移籍)
- 2013年 - 2019年  ヴィアティン桑名/ヴィアティン三重

## 個人成績
| 国内大会個人成績 | 国内大会個人成績 | 国内大会個人成績 | 国内大会個人成績 | 国内大会個人成績                                 | 国内大会個人成績 | 国内大会個人成績 | 国内大会個人成績 | 国内大会個人成績 | 国内大会個人成績 | 国内大会個人成績 | 国内大会個人成績 |
| 年度             | クラブ           | 背番号           | リーグ           | リーグ戦                                         | リーグ戦         | リーグ杯         | リーグ杯         | オープン杯       | オープン杯       | 期間通算         | 期間通算         |
| 年度             | クラブ           | 背番号           | リーグ           | 出場                                             | 得点             | 出場             | 得点             | 出場             | 得点             | 出場             | 得点             |
| 日本             | 日本             | 日本             | 日本             | リーグ戦                                         | リーグ戦         | リーグ杯         | リーグ杯         | 天皇杯           | 天皇杯           | 期間通算         | 期間通算         |
| ---------------- | ---------------- | ---------------- | ---------------- | ------------------------------------------------ | ---------------- | ---------------- | ---------------- | ---------------- | ---------------- | ---------------- | ---------------- |
| 1999             | 平塚             | 22               | J1               | 17                                               | 1                | 1                | 0                | 1                | 0                | 19               | 1                |
| 2000             | 湘南             | 11               | J2               | 35                                               | 3                | 1                | 0                | 3                | 0                | 39               | 3                |
| 2001             | 札幌             | 20               | J1               | 20                                               | 2                | 1                | 0                | 1                | 0                | 22               | 2                |
| 2002             | 札幌             | 20               | J1               | 25                                               | 0                | 2                | 1                | 0                | 0                | 27               | 1                |
| 2003             | 札幌             | 20               | J2               | 35                                               | 4                | -                | -                | 3                | 1                | 38               | 5                |
| 2004             | 神戸             | 14               | J1               | 0                                                | 0                | 0                | 0                | -                | -                | 0                | 0                |
| 2004             | 札幌             | 20               | J2               | 33                                               | 0                | -                | -                | 4                | 0                | 37               | 0                |
| 2005             | 札幌             | 7                | J2               | 38                                               | 1                | -                | -                | 1                | 0                | 39               | 1                |
| 2006             | 札幌             | 7                | J2               | 21                                               | 0                | -                | -                | 2                | 0                | 23               | 0                |
| 2007             | 札幌             | 7                | J2               | 2                                                | 0                | -                | -                | 0                | 0                | 2                | 0                |
| 2013             | 桑名 /三重       | 7                | 三重県2部        |                                                  |                  | -                | -                | -                | -                |                  |                  |
| 2014             | 桑名 /三重       | 7                | 三重県1部        |                                                  |                  | -                | -                |                  |                  |                  |                  |
| 2015             | 桑名 /三重       | 7                | 東海2部          |                                                  |                  | -                | -                | -                | -                |                  |                  |
| 2016             | 桑名 /三重       | 7                | 東海1部          | 14                                               | 0                | -                | -                | -                | -                | 14               | 0                |
| 2017             | 桑名 /三重       | 7                | JFL              | 29                                               | 1                | -                | -                | -                | -                | 29               | 1                |
| 2018             | 桑名 /三重       | 7                | JFL              | 20                                               | 2                | -                | -                | -                | -                | 20               | 2                |
| 2019             | 桑名 /三重       | 7                | JFL              | 5                                                | 0                | -                | -                | 3                | 0                | 8                | 0                |
| 通算             | 日本             | 日本             | J1               | 62                                               | 3                | 4                | 1                | 2                | 0                | 68               | 4                |
| 通算             | 日本             | 日本             | J2               | 164                                              | 8                | 1                | 0                | 13               | 1                | 178              | 9                |
| 通算             | 日本             | 日本             | JFL              | 54                                               | 3                | -                | -                | 3                | 0                | 57               | 3                |
| 通算             | 日本             | 日本             | 東海1部          | 14                                               | 0                | -                | -                | -                | -                | 14               | 0                |
| 通算             | 日本             | 日本             | 東海2部          | \|\|\|\|colspan="2"\|-\|\|colspan="2"\|-\|\|\|\| |                  |                  |                  |                  |                  |                  |                  |
| 通算             | 日本             | 日本             | 三重県1部        | \|\|\|\|colspan="2"\|-\|\|colspan="2"\|-\|\|\|\| |                  |                  |                  |                  |                  |                  |                  |
| 通算             | 日本             | 日本             | 三重県2部        | \|\|\|\|colspan="2"\|-\|\|colspan="2"\|-\|\|\|\| |                  |                  |                  |                  |                  |                  |                  |
| 総通算           | 総通算           | 総通算           | 総通算           | 233                                              | 11               | 5                | 1                | 18               | 1                | 256              | 13               |

- Jリーグ初出場　1999年3月27日　J1 1st 第4節 vsジュビロ磐田（平塚）
- Jリーグ初得点　1999年11月27日　J1 2nd 第15節 vsジュビロ磐田（ヤマハ）

## 指導歴
- 2021年6月 - :ヴィアティン三重コーチ